# Mångylta
Mångylta (Thalassoma lunare) är en fiskart som först beskrevs av Carl von Linné 1758.  Mångylta ingår i släktet Thalassoma och familjen läppfiskar. IUCN kategoriserar arten globalt som livskraftig. Inga underarter finns listade i Catalogue of Life.